# حسان قمحية
حسَّان أحمد قمحية (مواليد 1968 في حمص) هو طبيبٌ وشاعرٌ ومتُرجم سوري. وضع عددًا من المؤلفات والترجمات الطبية، كما كتب عدة مجموعات شعرية.

## حياته
وُلد حسَّان أحمد قمحية في مدينة حمص عام 1968 ميلاديًا. تلقى تعليمه الثانوي فيها، وحصل على شهادة الثانوية العامة عام 1986. درس الطب في كلية الطب البشري بجامعة دمشق، حيث حصل على درجة البكالوريوس في الطب عام 1992 ميلاديًا. أكمل اختصاصه في الطب الباطني في الفترة ما بين 1993 حتى 1997. عمل طبيبًا للطوارئ مع جمعية الهلال الأحمر السعودي في الفترة ما بين عام 2000 حتى 2006 ميلاديًا.
يعملُ منذ عام 1999 ميلاديًا مترجمًا طبيًا في مركز تعريب العلوم الصحية (أكمل) التابع لجامعة الدول العربية في الكويت، خصوصًا في مشروع «المعجم الطبي المُفَسِّر الموسوعي». يُعد عضوًا مؤسسًا في شبكة تعريب العلوم الصحية التابعة لمكتب منظمة الصحة العالمية الإقليمي لشرق البحر المتوسط. كما يُعد كبير المُحررين الطبيين في موسوعة الملك عبد الله بن عبد العزيز العربية للمحتوى الصحي منذ عام 2011.
ينظمُ حسَّان الشعر منذ عام 1992 تقريبًا، حيث استمر في ذلك لمدة عام، ثم عاد لينظم الشعر مجددًا ابتداءً من عام 2008، وتوقف بعدها بفترة، وعاد مرةً أخرى للشعر عام 2013. في رصيده حوالي 200 قصيدة حتى الآن، وله عدة مجموعاتٍ شعرية، منها: أبلغ من الصَّمت، جُرْعة حزن، مرايا اللَّيْل، وعاد القمر. أيضًا له مجموعة شعرية للأطفال باسم «براعم النُّخبَة»، ودراستين أدبيتين بعنوان «الشاعر المهجري حسني غراب– حياته وشعره» و«عَتبات النصّ عندَ الشاعر المهجري نَصْر سمعان»، كما أصدر ديواني الشاعرين نفسيهما أيضًا. فضلًأ عن عدة دواوين لشعراء مهجريين آخرين.
حصل حسَّان على جائزة مؤسسة الكويت للتقدم العلمي عن كتاب «هاربر-الكيمياء الحيوية»؛ وذلك كأفضل كتاب مُترجم في العلوم لعام 2000، وأيضًا على نفس الجائزة عن كتاب «الأسس الباثولوجية للأمراض-روبنز» لعام 2011.

## مؤلفاته
ألفَّ وترجم عددًا من الكتب الطبية، يبلغ عددها نحو 100 كتابٍ؛ 20 منها في الأدب، والباقية في الطب. ومن مؤلفاته:
- «الموسوعة الطبية الميسرة (ميرك - التشخيص والمعالجة)»، 4 أجزاء، 1995
- «برنامج القلب من ساوث بيتش»، 2005
- «دليل الحمل الصحي من مايو كلينك»، 2006
- «ثورة إطالة الأعمار»، 2006
- حسان قمحية (2008). العامل الإنزيمي. الدار العربية للعلوم ناشرون. ISBN:978-9953-87-382-4. QID:Q108585855.
- «تجديد الشباب»، 2013
- «الحمل في القرن الواحد والعشرين»، 2013 (ردمك 9786140107960)
- «الفيسبوك تحت المجهر»، 2017 (ردمك 9789778380002)
- «معالم في الترجمة الطبية»، 2020
- حسان قمحية (2022)، شعراء وأدباء مهجريّون منسيّون (جورج أطلس، حسني عبد الملك، داود شكّور)، اللاذقية: دار الحوار، QID:Q112628058

## وصلات خارجية
- حسان قمحية على موقع بوابة الشعراء.